# 스퀌
《스퀌》(영어: Squirm)은 1976년에 개봉한 미국의 자연 공포 영화이다. 제프 리버먼이 각본과 감독을 맡았으며, 리버먼의 장편 영화 연출 데뷔작이다. 돈 스카디노, 퍼트리샤 피어시, R. A. 다우, 진 설리번, 피터 매클레인, 프랜 히긴스, 윌리엄 뉴먼 등이 출연하였다. 영화는 뇌우 이후 육식성 벌레가 득실거리게 된 가상 마을 조지아주 플라이 크리크를 배경으로 한다. 리버먼의 대본은 그의 형이 땅바닥에 변압기를 연결하고 전기를 집어넣어 지렁이가 지표면으로 떠오르게 했던 어린 시절 사건에 바탕하였다.
대부분의 자금은 브로드웨이 제작자인 에드거 랜즈버리, 조지프 비러로부터 나왔다. 조지아주 포트웬트워스에서 이뤄진 5주의 촬영 기간 동안 수백만 마리의 벌레가 사용되었다. 인근 지역에서 수급 가능한 벌레만으로는 양이 충분치 않아 메인주에서도 벌레를 들여왔다. 분장사 릭 베이커는 본인 경력 중 처음으로 보철물을 사용하여 특수 효과를 제공했다.
아메리칸 인터내셔널 픽처스는 이 영화를 배포하기로 결정한 후 "R" 등급을 "PG"로 낮추기 위해 가장 생생한 장면들을 제거 편집하였으나 등급 조정에 실패하였다. 영화는 상업적으로 성공했지만 미지근한 평가를 받았다. 이후 이 작품은 비평가들의 사랑을 받는 작품이자 컬트 클래식이 되었다.

## 출연
- 돈 스카디노
- 퍼트리샤 피어시
- R. A. 다우
- 진 설리번
- 피터 매클레인
- 프랜 히긴스
- 윌리엄 뉴먼